# Cuacuahtzin de Tepechpan
Cuacuauhtzin de Tepechpan (c. 1410–1443) fue un gobernador y poeta de Tepechpan que sucedió a Tencoyotzin, señor de Tepechpan, quien murió muy joven. De acuerdo con el historiador Fernando de Alva Ixtlilxóchitl tomó parte en varios enfrentamientos como aliado de Tezcoco y México-Tenochtitlan. En una de estas campañas obtuvo gran cantidad de oro, mantos, plumas y esclavos como botín de guerra. Parte de este tesoro fue empleado para los gastos de palacio y para embellecer la corte de Tepechpan. Además de por sus puesto como gobernador y sus actos de guerra, hoy en día se le conoce fundamentalmente por sus poemas, que compuso en náhuatl clásico.
Cuacuauhtzin se casó con la hija de Temictzin de Tenochtitlan, hijo de Huitzilihuitl, la cual se llamaba Azcalxóchitzin, en el año  12-pedernal (1440). Debido a que Azcalxóchitzin era demasiado joven, Cuacuauhtzin no consumó de inmediato su matrimonio. Tras su matrimonio, Nezahualcóyotl, tlahtoani de Tezcoco, se enamoró de Azcalxóchitzin y envió a Cuacuauhtzin a la guerra contra Tlaxcala.
Bajo el mando de Nezahualcóyotl, se ordenó a Cuacuauhtzin acudir al punto más peligroso de la lucha, de modo que resultara muerto y Nezahualcóyotl pudiera casarse libremente con Azcalxóchitzin. Cuacuauhtzin averiguó las intenciones de Nezahualcóyotl y antes de partir para la guerra compuso su Canción de tristeza o Canción triste. Este poema está dirigido a un grupo de amigos cercanos, y trata el tema de la traición de su señor y amigo, Nezahualcóyotl, que le enviaba a una muerte prácticamente segura: "¿Dónde habríamos de ir donde nunca muriéramos?", escribió a modo de apóstrofe referido a Nezahualcóyotl por medio de su epíteto Yoyontzin o "el jadeante".
Murió en el año 3-caña (1443) en la batalla contra los tlaxcaltecas. Su biografía fue compilada por Ixtlilxóchitl. Sus composiciones aparecen en tres colecciones diferentes sobre obras precolombinas.
Sin embargo, otra versión historiográfica desmiente lo anterior, fundamentándose en el hecho de que Cuacuauhtzin era en realidad hijo del emperador tepaneca Tezozomoc de Azcapotzalco, lo cual atestiguan fuentes como los Anales de Tlatelolcoo la Carta de Azcapotzalco de 1561. Tezozomoc había dado muerte al precedente señor local, Tencoyotzin, para instaurar a uno de sus hijos en Tepechpan. Por ello, una vez que Nezahualcóyotl, junto a sus aliados tenochcas, venció en la Guerra Tepaneca (1428-1430), procedió a sustituir a los tlatoque tepanecas por sus propios parientes leales por todo el Acolhuacan. En ese contexto, Nezahualcóyotl mandó ejecutar a Cuacuauhtzin, como gobernante acolhua-tepaneca, para luego entronizar en Tepechpan a Tencoyotzin II, dándole además por esposa a una de sus hijas: así se desmantelaba el Imperio Tepaneca y crecía el Imperio Tenochca, también conocido como Triple Alianza. 